# Romanovskogo, gora (berg i Antarktis, lat -81,28, long 153,25)
Romanovskogo, gora är ett berg i Antarktis. Det ligger i Östantarktis. Australien gör anspråk på området. Toppen på Romanovskogo, gora är 1 440 meter över havet.
Terrängen runt Romanovskogo, gora är huvudsakligen platt, men den allra närmaste omgivningen är kuperad. Trakten är obefolkad. Det finns inga samhällen i närheten.